# Suguru Hashimoto
Suguru Hashimoto (橋本 卓 Hashimoto Suguru?), född 16 juni 1982 i Hyōgo prefektur, är en japansk före detta fotbollsspelare.
Hashimoto började sin karriär 2005 i Albirex Niigata Singapore. Efter Albirex Niigata Singapore spelade han för Vejle BK, FC Gifu, Osotsapa FC, Bangkok FC, Azul Claro Numazu och Ain Foods. Han avslutade karriären 2017.